# Gazdasági Versenyhivatal
A Gazdasági Versenyhivatal (GVH) a piaci verseny tisztaságán őrködő autonóm államigazgatási szerv Magyarországon. 
A GVH működését alapvetően a tisztességtelen piaci magatartás és a versenykorlátozás tilalmáról szóló 1996. évi LVII. törvény (a versenytörvény) szabályozza.

## Felügyelete
A GVH autonóm – a kormánytól független – államigazgatási szerv, amely az Országgyűlés felügyelete alatt működik. A GVH elnöke évente beszámol az Országgyűlésnek a GVH tevékenységéről, valamint  a versenytörvény alkalmazása során szerzett tapasztalatai alapján arról, hogy a gazdasági verseny tisztasága és szabadsága miként érvényesül.

## Célja
Célja, hogy a piacok jól, a fogyasztók hasznára működjenek. Fellép, ha a vállalkozások megtévesztik a fogyasztókat, ha a kivételesen erős piaci helyzetben levő cégek visszaélnek erőfölényükkel, ha a vállalkozások versenykorlátozó megállapodást kötnek, kartelleznek. Ezeket a visszaéléseket bárki jelezheti a hivatal felé. A GVH továbbá ellenőrzi a nagyobb vállalkozások egyesülését, illetve általában a verseny szempontjait képviseli a közigazgatásban. A versenypolitika meghatározó szereplője, versenyjogot alkalmaz. Székhelye Budapesten (1026 Budapest, Riadó u. 1-3.) van, hatásköre országos.

## Tevékenysége
Ennek biztosítására
- versenyfelügyeleti eljárásokat folytat

Megvizsgálja, hogy konkrét esetekben történt-e versenyjogsértés: tisztességtelenül befolyásolták-e a fogyasztó döntését, megtévesztették-e a fogyasztót, hogy egy különlegesen jó piaci helyzetben lévő cég visszaélt-e erőfölényével és így megpróbálta-e kiszorítani versenytársait illetve kizsákmányolni vevőit, vagy hogy vállalkozások versenykorlátozó megállapodást kötöttek-e, kartelleztek-e vállalkozások - például megállapodtak-e versenytárs cégek az általuk alkalmazandó üzleti feltételekről, felosztották-e a piacot, közösen határoztak-e meg árat, illetve hogy a kereskedelemben valamely vállalkozás visszaélt-e piaci erejével a beszállítóival szemben.
- versenyt pártol

A verseny érdekében megpróbálja befolyásolni más állami szervek döntéseit, például a törvénytervezetek előkészítése során,
- fejleszti a versenykultúrát

A versennyel és versenypolitikával kapcsolatos információkat oszt meg a közvéleménnyel, a vállalkozásokkal, támogatja a verseny közgazdasági és jogi kérdéseivel foglalkozó szakmai közéletet.

## Szervezete, vezetői
A GVH élén az elnök áll,

### Elnökei
- 1991-1998 között Vissi Ferenc
- 1998-2010 között dr. Nagy Zoltán;
- 2010-2020 között dr. Juhász Miklós;
- 2020. április 15-étől Rigó Csaba Balázs;

### Vezetői
Az elnök munkáját két elnökhelyettes: a Versenytanács elnöke (2010. november 1-jétől dr. Tóth András, 2009-2010 között dr. Gadó Gábor, 2002-2009 között dr. Tóth Tihamér), illetve a szakmai irodákat irányító elnökhelyettes (2016-tól dr. Bak László; 2010-2016 között dr. Horváth Zoltán, 2009-2010 között dr. Wallacher Lajos, 1997-2009 között dr. Nagy Márta) segíti. Az elnököt a miniszterelnök javaslatára a köztársasági elnök nevezi ki hat évre, az elnökhelyettesek személyére a GVH elnöke tesz javaslatot a miniszterelnöknek, aki – egyetértése esetén – hat évre szóló kinevezésre tesz előterjesztést a köztársasági elnöknek.

## Eljárása
A GVH-hoz érkezett panaszokat, bejelentéseket a szakmai irodák (például Fogyasztóvédelmi Iroda, Kartell Iroda, Hálózatos Ágazatok Irodája) vizsgálják meg, és amennyiben indokolt, versenyfelügyeleti eljárás keretében ők vizsgálják ki. Ebben más szervezeti egységek (Nemzetközi Iroda, Jogi Iroda, Versenypolitikai Iroda, Vezető Közgazdász) is segítik őket. A vizsgálat eredményét összefoglaló vizsgálati jelentés a Versenytanács elé kerül. A Versenytanács független bírói testület - melyet a GVH elnöke sem utasíthat - három illetve ötfős tanácsokban eljárva bírálja el az ügyet, az eljárás alá vont (megvizsgált) vállalkozásokat, szakértőket is bevonva. Döntésében például bírságot vethet ki, eltilthat a kérdéses magatartástól. Döntéseit a Fővárosi Bíróságon, illetve másodfokon a Fővárosi Ítélőtáblán lehet megfellebbezni.
A GVH keretén belül működik a Versenykultúra Központ (VKK), mely kiadványokkal, pályázatok kiírásával javítja a verseny, a versenypolitika megértését. A VKK része az OECD-Magyar Versenyügyi Regionális Oktatási Központ, mely a közép-, kelet- és délkelet-európai országok versenyhivatalai számára szervez képzéseket.

## Története
A GVH a tisztességtelen piaci magatartás tilalmáról szóló 1990. évi LXXXVI. törvény hozta létre, annak hatályba lépésével egyidejűleg, 1991. január 1-jén kezdte meg működését. Ezzel a rendszerváltó volt szocialista országok egyik legkorábban létrejött versenyhivatala.
2004. május 1., Magyarország EU-csatlakozása óta a GVH az Európai Bizottság Verseny Főigazgatóságával és a többi EU-tagállam versenyhatóságával együtt alkalmazza az EU közösségi versenyjogát (mellyel a magyar szabályozás harmonizált).
A GVH regionális szerepe nő, ennek jegyében nyílt meg 2005-ben az OECD-Magyar Versenyügyi Regionális Oktatási Központ.

## Visszaélés jelzése
Bárki jelezhet visszaélést a GVH-nak, amit aztán a hivatal kivizsgál. A jelzés történhet
- bejelentésként

a bejelentési űrlap kitöltésével és a GVH-hoz való eljuttatásával, akár
- panaszként,

ha tetszés szerinti szerkezetben ír valaki.
A GVH a bejelentéseket és a panaszokat is alaposan megvizsgálja, de ha szerinte nem valószínűsíthető visszaélés és nem indít eljárást, ez ellen a bejelentéstevő jogorvoslattal élhet a Fővárosi Bíróságnál, míg panasz elutasítása esetén nincs további jogorvoslati lehetőség.
A panaszt akár e-mailben (ugyfelszolgalat@gvh.hu), akár levélben vagy személyesen (1026 Budapest, Riadó u. 1-3.) el lehet küldeni a GVH-nak, a panasztevő elérhetőségének (neve, pontos levelezési címe) megadásával.
A bejelentést aláírva, postai úton vagy személyesen (1026 Budapest, Riadó u. 1-3.) lehet benyújtani. Elektronikus aláírással ez e-mailen vagy faxon (472-8905) is megtehető.
Mind a panasz, mind a bejelentés benyújtása illetékmentes.

## A GVH fellépésének alternatívái: Európai Bizottság és bíróságok
Versenyjogsértés esetén a károsult kártérítési pert indíthat a bíróságon. Az EU tagállamai közötti kereskedelmet érintő visszaélések esetén az Európai Bizottság Verseny Főigazgatósága (is) eljárhat.